# Sphaerephesia longisetis
Sphaerephesia longisetis är en ringmaskart som beskrevs av Fauchald 1972. Sphaerephesia longisetis ingår i släktet Sphaerephesia och familjen Sphaerodoridae. Inga underarter finns listade i Catalogue of Life.